# Вечерковская, Мария
Мария Вечерковская (27 января 1995) — российская футболистка, полузащитница.

## Биография
Воспитанница батайского футбола (ДЮСШ № 2, ФК «Батайск», «Батайчанка»). На юношеском уровне становилась победительницей Кубка Ростовской области среди девушек.
Во взрослом футболе дебютировала в 2013 году в клубе «Дончанка» (Азов). Дебютный матч в высшей лиге России сыграла 10 августа 2013 года против клуба «Звезда-2005», заменив на 57-й минуте Марию Дигурову. Всего в осеннем сезоне 2013 года приняла участие в 10 матчах высшей лиги, во всех выходила на замену. Затем в течение нескольких лет играла за «Дончанку» в первом дивизионе, становилась победительницей и призёром соревнований. В 2017 году, когда «Дончанка» снова играла в высшей лиге, спортсменка выступала только за её резервную команду в первом дивизионе.

## Личная жизнь
Сестра Дарья (род. 1996) тоже занималась футболом, играла за молодёжный состав «Дончанки».